# Dawes Point
Dawes Point – geograficzna nazwa dzielnicy, położonej na terenie samorządu lokalnego City of Sydney, wchodzącego w skład aglomeracji Sydney, w stanie Nowa Południowa Walia, w Australii.

## Galeria

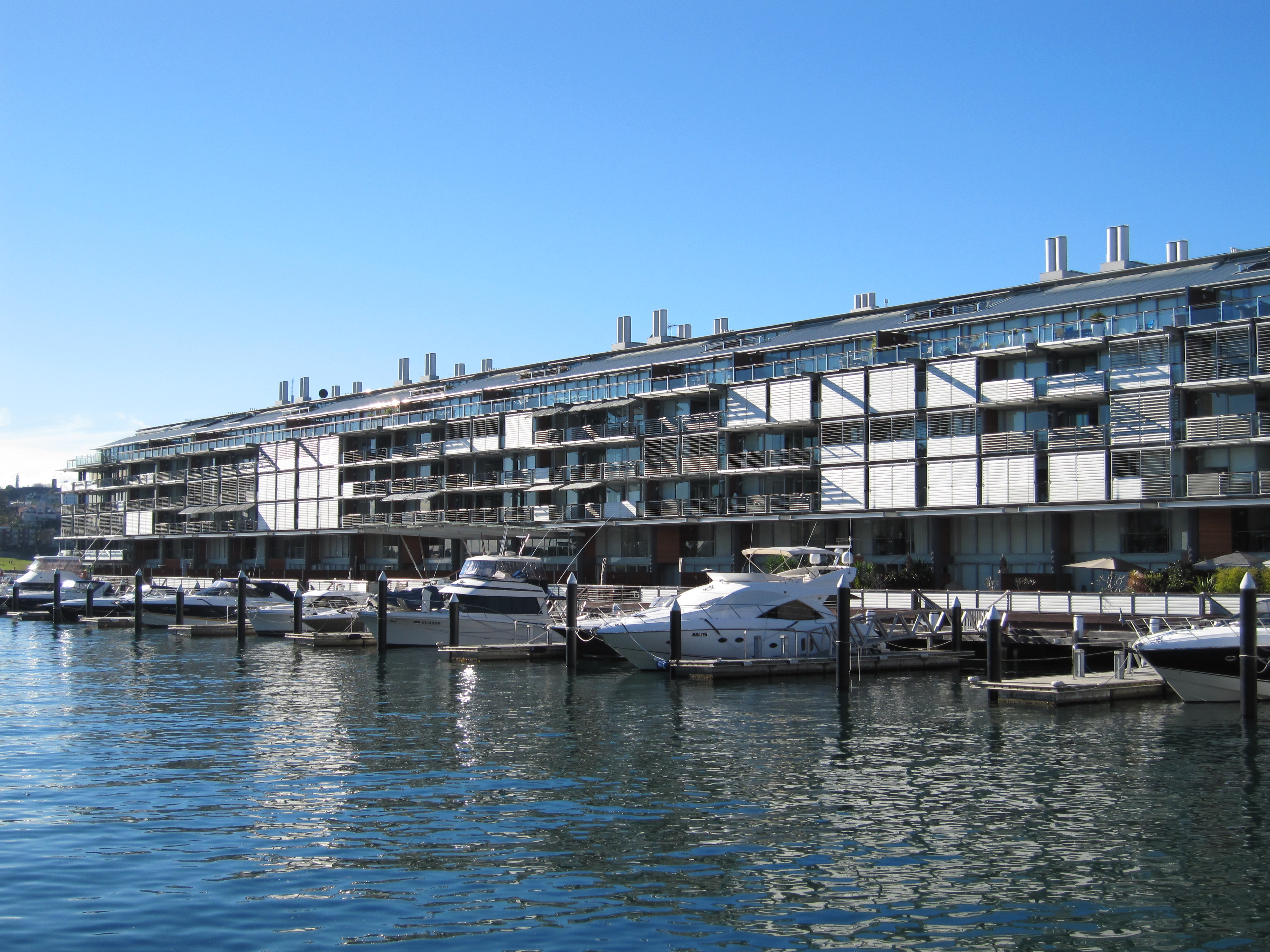
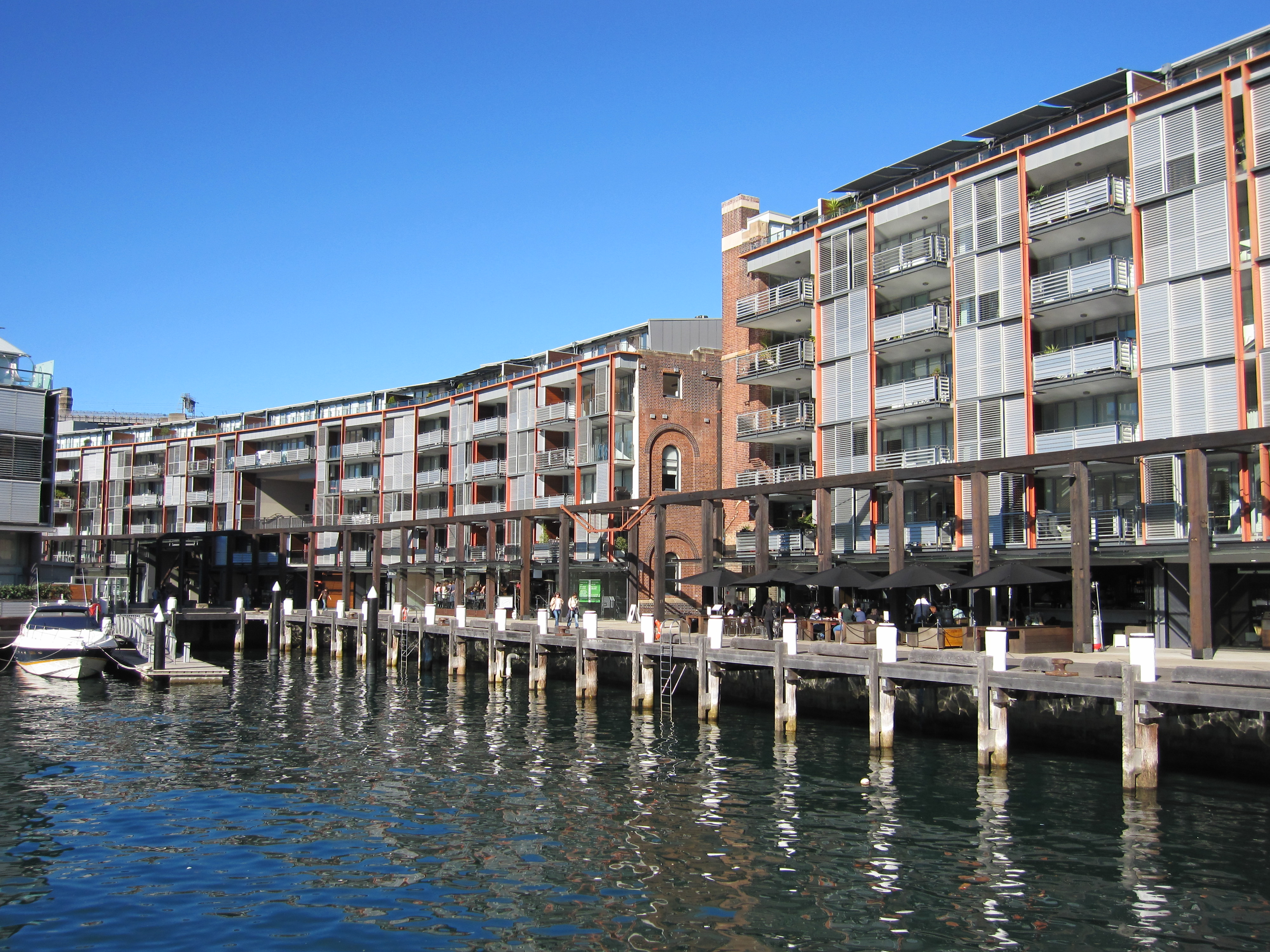
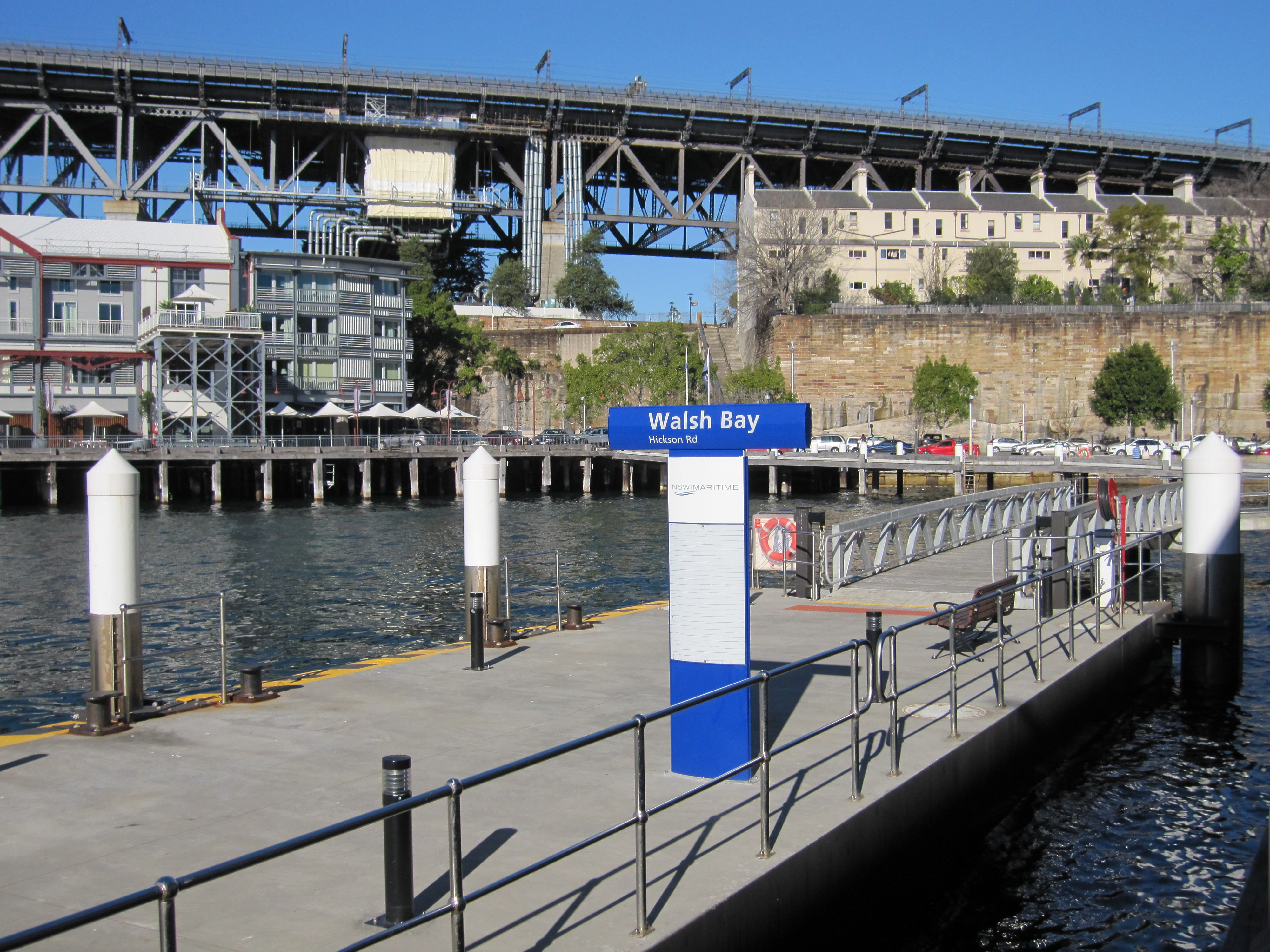